# Vladimir Beliș
Vladimir Beliș  (n. 1 mai 1930, București, România) este un medic român, membru de onoare al Academiei Române din 2016.
Acesta a fost director al Institutului Național de Medicină Legală în perioada (1989-2001). Totodată a fost și profesor de medicină legală și șef al acestei catedre la Universitatea de Medicină și Farmacie Carol Davila din București